# Управление планирования и общевойскового строительства сил Генерального штаба Армии обороны Израиля
Управление планирования и общевойскового строительства сил Генерального штаба Армии обороны Израиля (ивр. אגף התכנון ובניין הכוח הרב-זרועי‎) — одно из структурных формирований Генерального штаба Армии обороны Израиля.
Управление планирования отвечает за стратегическое планирование Армии обороны Израиля, планирование военного наращивания, планирование внутренней организации армии и внешней политики Генерального штаба. Управление планирования также занимается построением и реализацией политики международного военного сотрудничества и региональных связей. .
18 июня 2020 года из состава управления, ранее называвшегося Управлением планирования (ивр. אגף התכנון‎), было выделено дополнительное управление Генштаба — Управление стратегии и Третьего круга (ответственное в первую очередь за противостояние угрозам «третьего круга», то есть иранской угрозе), а само управление было переименовано в Управление планирования и общевойскового строительства сил.
В настоящее время управление планирования возглавляет генерал-майор (алуф) Эяль Харель (с 2 августа 2023 года).